# Autriche aux Jeux olympiques d'hiver de 1960
Cet article contient des informations sur la participation et les résultats de l'Autriche aux Jeux olympiques d'hiver de 1960 à Squaw Valley aux États-Unis. L'Autriche était représentée par 26 athlètes. 
La délégation autrichienne a récolté en tout 6 médailles : 1 d'or, 2 d'argent et 3 de bronze. Elle a terminé au 9e rang du classement des médailles.

## Médailles
| Médaille                            | Nom              | Sport      | Compétition         |
| ----------------------------------- | ---------------- | ---------- | ------------------- |
| Médaille d'or, Jeux olympiques      | Ernst Hinterseer | Ski alpin  | Slalom hommes       |
| Médaille d'argent, Jeux olympiques  | Josef Stiegler   | Ski alpin  | Slalom géant hommes |
| Médaille d'argent, Jeux olympiques  | Hias Leitner     | Ski alpin  | Slalom hommes       |
| Médaille de bronze, Jeux olympiques | Otto Leodolter   | Saut à ski | Hommes              |
| Médaille de bronze, Jeux olympiques | Traudl Hecher    | Ski alpin  | Descente femmes     |
| Médaille de bronze, Jeux olympiques | Ernst Hinterseer | Ski alpin  | Slalom géant hommes |